# حصائر حسين إسلام
حصائر حسين إسلام وهي قرية تقع في ناحية ليلان (قرة حسن) في محافظة كركوك شمال العراق.